# Chasty Ballesteros
Pour les articles homonymes, voir Ballesteros.
Chasty Ballesteros est une actrice canadienne, née le 3 janvier 1981 à Vancouver en Colombie-Britannique.

## Filmographie

### Cinéma
- 2011 : Destination finale 5 : la réceptioniste du Spa
- 2014 : Nos pires voisins (Bad Neighbours) : Alecia
- 2014 : 10.0 Earthquake (en) : Cindy
- 2014 : Girl House (en) : Janet
- 2015 : The Night Crew (en) : Mae
- 2015 : Massacre au palais du rire (The Funhouse Massacre) : Christina
- 2017 : The Mummy : Kira Lee
- 2017 : Espionage Tonight : Fei Song

### Télévision

#### Séries télévisées
- 2009 : Smallville : l'infirmière
- 2009 : The Guard : Collette
- 2009 : Supernatural : l'infirmière #2
- 2010 : Psych : Enquêteur malgré lui : Melissa
- 2010 : Sanctuary : Bridget
- 2011 : Divine: The Series (3 épisodes) : Jin
- 2012 : How I Met Your Mother : Tina
- 2012 : Esprits criminels : la Tahitienne
- 2012 : Happy Endings : la fille sexy
- 2012 : Rules of Engagement : Grace
- 2012 : The Unknown : Tnen-ku
- 2012 : Hollywood Heights : l'hotesse (2 épisodes)
- 2012 : The Soul Man : la femme sexy
- 2012 : The Mindy Project : la serveuse
- 2012 : Mon oncle Charlie (Two and a Half Men)
- 2012 : The Neighbors : la stripteaseuse
- 2013 : Shameless : la serveuse
- 2013 : Les Experts : Manhattan (CSI: NY) : Rowena Black
- 2013 : Californication : la serveuse
- 2013 : The Client List : Tina
- 2013 : Franklin and Bash : la jeune mère sexy
- 2012-2013 : The Newsroom (7 épisodes) : Tea
- 2013 : Ray Donovan : Sunny
- 2013 : Baby Daddy : Debbie
- 2013 : Wendell & Vinnie : Gretchen
- 2013 : The Exes : Samantha
- 2013 : See Dad Run : Nikki
- 2013 : Sons of Anarchy (2 épisodes) : Cute Hooker
- 2013 : The League : la stripteaseuse #1
- 2013 : The Crazy Ones : Carly, la mannequin
- 2013 : Parenthood : l'assistante de Bob
- 2013 : The Girl's Guide to Depravity (en) (11 épisodes) : Rachel
- 2013 : Ironside : Sophie
- 2014 : Rake : la jolie fille
- 2014 : Enlisted : Theresa
- 2014 : Mixology : la jolie fille #2
- 2014 : Legit : la masseuse
- 2014 : Anger Management : la stripteaseuse
- 2014 : You're the Worst : l'intervieweuse
- 2014 : Des jours et des vies (Days of Our Lives) : Dana
- 2014 : New Girl : Barb
- 2014 : Revenge : Kaya
- 2014 : Bad Judge : la jolie dame
- 2014 : Benched (en) (mini-série)
- 2014 : Constantine : Misaki Ross
- 2014 : Stalker : Sophia Mason
- 2015 : Modern Family : Lucy
- 2015 : Bosch : Marissa
- 2015 : Rizzoli and Isles
- 2015 : Why? with Hannibal Buress (en) : Sierra
- 2015 : Les Feux de l'amour (2 épisodes) : India
- 2015 : American Horror Story : la jeune femme
- 2015 : The Player (2 épisodes) : Alexa
- 2015-2017 : Star Trek: Renegades (2 épisodes) : Ronara
- 2016 : Angel from Hell : Katie
- 2016 : NCIS : Nouvelle-Orléans : Angela Goodwin
- 2016 : iZombie : Sapphire
- 2016 : Noches con Platanito
- 2016 : Rosewood : Carina Radnor
- 2016-2017 : Angie Tribeca : Zelda, la jeune femme
- 2016-2018 : The Ranch : Tanya Showers
- 2017 : One of Us : Luna
- 2017 : Review : Crystal
- 2017 : Veep : Casey
- 2017 : Renegades (2 épisodes) : Ronara
- 2017 : Me, Myself and I : la professeure
- 2018 : Lucifer : Isabel Deluca
- 2018 : S.W.A.T. : Deirdre
- 2018 : Into the Dark : Bubblegum Girl
- 2018 : FraXtur (8 épisodes) : Jen
- 2019 : Black Monday : la belle dame

#### Téléfilms
- 2009 : Encounter with Danger : Britt
- 2010 : Guido Superstar: The Rise of Guido : Chastity Divine
- 2012 : The Movie Out Here (en) : la vendeuse de glace
- 2013 : Not Another Celebrity Movie : la fille asiatique
- 2013 : Casting Couch : Kimmy
- 2013 : Bounty Killer : Korah
- 2013 : Les Stagiaires (The Internship) : la danseuse exotique #1
- 2013 : Cavemen : Monique
- 2013 : The Advocates : Sandra Kwan
- 2013 : Beverly Hills Cop : Nina (téléfilm sorti en ligne en 2022)
- 2014 : Chicks Dig Gay Guys : la fille gothique
- 2014 : Think Like a Man Too : Leikula
- 2014 : Smart Alec (téléfilm) : la mère de : Chao
- 2014 : Open (téléfilm)
- 2015 : Massacre au palais du rire (The Funhouse Massacre) : Christina
- 2015 : Book of Fire : Dhani
- 2016 : Vigilante Chronicles (en) (Vigilante Diaries) : Raven
- 2016 : Hot Bot : Sophia
- 2016 : After the Sun Fell : Yuan
- 2016 : Gorgeous Morons : Chelsea
- 2016 : Broken Links : Mia Lew
- 2017 : Bridal Boot Camp : Lorelei Liu
- 2018 : The Malibu Tapes : Michelle
- 2019 : The Grounds : Krystal
- 2020 : Le secret de mes 16 ans (The Party Planner) de Jake Helgren : Shonda

### Courts métrages
- 2012 : Three of a Kind (court métrage) : Keri
- 2014 : American Dream: The True Story (court métrage) : Abigail